# Arnold Bennett
Enoch Arnold Bennett (Hanley, Staffordshire, 27 maig 1867 – Londres, 27 març 1931) fou un novel·lista, dramaturg, crític i assagista anglès.

## Traduccions al català
Josep Carner, sota el pseudònim de J. d'Albaflor, va traduir les seves novel·les The price of love (1914) i These twain (1916), que es publicaren el 1919 i el 1920, respectivament, a la Biblioteca Literària d'Editorial Catalana, amb els títols El preu de l'amor i Aquests dos.